# Руи Хачимура
Руи Хачимура (на японски: 八村 塁) е японски баскетболист, играещ като леко крило за Вашингтон Уизърдс в НБА и националния отбор на Япония. В дебютния си сезон в НБА е избран във втория идеален отбор на новобранците в Асоциацията.

## Клубна кариера
Хачимура играе в гимназията Мейсей, като през 2013, 2014 и 2015 г. печели гимназиалния шампионат на страната. През април 2015 г. е поканен на лагера за млади таланти Джордан Бранд Класик, като в мача на международните таланти вкарва 9 точки и записва 5 борби. В лагера са още сънародниците му Юта Ватанабе и Юки Тогаши.
През 2016 г. е приет в колежа Гонзага и става част от тима Гонзага Булдогс. В първия си сезон почти не играе, като е пускан за средно 4.6 минути на паркета, вкарва 2.6 точки и взима 1.4 борби. През 2017/18 записва 37 мача, в които вкарва средно по 11.6 точки и взима по 4.7 борби. През 2018/19 става водещ реализатор на „булдозите“ с 19.7 точки и е избран за играч на сезона в Западната конференция на Националната спортна студентска асоциация.
През лятото на 2019 г. е изтеглен в драфта на НБА от Вашингтон Уизърдс. Дебютира с 14 точки и 10 борби срещу Далас Маверикс, но „магьосниците“ губят със 100:108. На 1 декември вкарва 30 точки срещу Лос Анджелис Клипърс, като добавя 9 борби и 3 асистенции. В мач с Мемфис Гризлис се изправя срещу сънародника си Юта Ватанабе, като така те стават първите японци, играли един срещу друг в НБА. В дебютната си кампания изиграва 48 мача и вкарва средно по 13.5 точки на мач.
През сезон 2020/21 Руи изиграва 57 мача, като с 13.8 точки и 5.5 борби средно на мач помага на тима да се класира за плейофите. Вашингтон обаче отпада още в първия кръг. В третия си сезон в НБА Хачимура играе по-рядко, като от 42 мача е титуляр само в 13. За сметка на това подобрява изстрелите си от зоната за три точки, като само Люк Кенард има по-добра успеваемост от него през този сезон.

## Национален отбор
Играе във всички юношески гарнитури на Япония, като през 2013 г. става бронзов медалист от Шампионата на Азия в Иран. Участва на Световните първенства до 17 и до 19 г.
Играе за мъжкия отбор на Япония на Олимпийските игри в Токио през лятото на 2021 г.

## Успехи
- В идеалния отбор на новобранците в НБА – 2020 (втори тим)
- В идеалния тим на Националната спортна студентска асоциация – 2018/19
- Награда „Джулиъс Ървинг“ – 2019
- Играч на сезона на Западната конференция в Националната спортна студентска асоциация – 2018/19